# یوشیکی ساتو
یوشیکی ساتو (ژاپنی: 佐藤 喜生؛ زادهٔ ۶ نوامبر ۱۹۹۷) یک بازیکن فوتبال اهل ژاپن است.
از باشگاه‌هایی که در آن بازی کرده‌است می‌توان به باشگاه فوتبال گراونز کیتاکیوشو اشاره کرد.